# Cree Inc.
Cree Inc. je ameriški proizvajalec svetlečih diod (LED), svetilk, čipov in drugih komponent. 
Marca 2013 so predstavili žarnico A19, ki je bil prva žarnica s ceno pod $10.
Večina njihov izdelkov je bazirana na silicijevem karbidu (SiC). 

## Konkurečna podjetja
- Bridgelux
- Nichia Corporation
- Osram Opto Semiconductors
- General Electric
- Philips Lumileds Lighting Company

Cree ima okrog 10% tržni delež v Severni Ameriki 